# Sœurs de Notre Dame des Missions
Les Sœurs de Notre Dame des Missions est une congrégation religieuse enseignante et missionnaire de droit pontifical.

## Historique
En 1861, Philippe Viard, évêque mariste du diocèse de Wellington (Nouvelle-Zélande), demande à ses confrères de Lyon, des sœurs enseignantes pour son diocèse encore récent. Les pères de la société de Marie font appel aux Filles de Notre-Dame de la Compassion, mais elles refusent. Cependant, elles permettent à sœur Adèle Euphrasie Barbier (1829-1893) de quitter l'institut pour fonder une nouvelle congrégation spécialement dédiée à l'éducation chrétienne des femmes et des jeunes dans les pays non chrétiens mais désireuses d'effectuer tout type d'œuvres.
Les Filles de Notre Dame des Missions sont fondées le 15 août 1861 à Lyon par Adèle Euphrasie Barbier qui prend le nom de Sœur Marie du Cœur de Jésus. La fondatrice choisit la règle de saint Augustin avec des constitutions inspirées de celles de la Société de Marie, et les cérémonies de prise d'habit, de profession religieuse et de chœur calquées sur celles des Bénédictines. Le cardinal Louis-Jacques-Maurice de Bonald, archevêque de Lyon, approuve la congrégation le 25 décembre 1861. Le 2 octobre 1864, les sœurs partent pour la Nouvelle-Zélande.
L'institut obtient le décret de louange le 9 janvier 1869 ; il est définitivement approuvées par le Saint-Siège le 6 juillet 1906. Il est agrégé à l'ordre de Saint-Augustin le 1er mars 1888. En raison des lois anti-congrégation françaises, en 1901, la congrégation quitte Lyon et déménage en Angleterre (d'abord à Deal puis à Hastings).

## Activités et diffusion
Les sœurs se consacrent à l'enseignement, aux soins des malades, et à l'apostolat missionnaire.
Elles sont présentes en:
- Europe : France, Irlande, Italie, Royaume-Uni.
- Amérique : Bolivie, Canada, Pérou.
- Asie : Bangladesh, Birmanie, Inde, Philippines, Vietnam.
- Afrique : Kenya, Sénégal.
- Océanie : Australie, Nouvelle Zélande, Papouasie-Nouvelle-Guinée, Samoa.

La maison-mère est à Rome. 
En 2017, la congrégation comptait 919 sœurs dans 237 maisons.

## Sources
- Aimé Coulomb, Vie de la très révérende mère Marie du Cœur de Jésus, née Euphrasie Barbier, Paris, Édition Vic et Amat, 1902
- Charles Couturier, Droit est mon chemin, Toulouse, Éditions Prière et Vie, S.E.D.A.P., 1966